# Lernawan
Lernawan – wieś w Armenii, w prowincji Lorri. W 2011 roku liczyła 1363 mieszkańców.